# Blackie Books
Blackie Books es una editorial española, con sede en Barcelona, fundada por Jan Martí y Alice Incontrada en 2009.

## Historia
La empresa fue fundada en octubre de 2009 por Jan Martí, quien anteriormente trabajaba en RBA y era integrante de grupo synth pop Mendetz; y Alice Incontrada. El nombre de la editorial es un homenaje a una perrita llamada Blackie, que era la mascota de Jan y Alice y que, como ellos relatan en las guardas de sus libros, «quería ser inmortal». En ese sentido, la filosofía del sello es apostar por libros que «no tuvieron la suerte de despuntar» pero cuya calidad puede generar un impacto entre los lectores, razón por la que también han prestado especial atención a aspectos como el diseño, las ilustraciones de las cubiertas, la tipografía o el gramaje del papel.
Jan Martí tuvo la idea de fundar Blackie Books cuando trabajaba en RBA, donde empezó a pedir manuscritos a agencias y editoriales. Uno de ellos, Cosas que los nietos deberían saber, había sido escrito por Mark Oliver Everett —líder de The Eels— y ni siquiera había sido publicado en inglés, lo cual le animó a establecer un sello independiente.
En los primeros años lanzaron colecciones como libros infantiles a través de la marca Blackie Little, cuadernos de verano para adultos, una colección de obras en idioma catalán desde 2013, y una línea de ensayo en 2014 titulada Academia, de la que destacarían 101 lecciones prácticas de filosofía (Roger-Pol Droit) y Crónicas de ciencia improbable (Pierre Barthélémy).
El mayor éxito de Blackie llegó en 2015 con Instrumental, la biografía de James Rhodes, que ha llegado a vender más de 15.000 ejemplares y convirtió al pianista en una celebridad pública en el ámbito español. A raíz de su acogida, se lanzó una colección de memorias que ha incluido otros autores como Pablo Carbonell y Andy Warhol. Por otro lado, la editorial ha publicado las colecciones de autores como Santiago Lorenzo, Miguel Noguera (¡PAM!), Marta Altés, Miqui Otero y Richard Brautigan entre otros.
Desde 2018, Blackie Books cuenta con una colección de libros de bolsillo.